# 일본 성공회
일본성공회(일본어: 日本聖公會,영어: Anglican Church in Japan,영어: Nippon Sei Ko Kai)는 일본의 성공회이며, 세계 성공회 공동체(Anglican Communion)의 일원으로 활동하고 있다.

## 역사

### 선교사들의 전도활동
일본성공회는 막부 말기인 1859년 미국 성공회(도쿄, 요코하마 일대에서 전도), 영국 성공회(오사카 일대에서 전도), 캐나다 성공회(나고야 일대에서 전도)의 전도활동으로 세워진 일본의 성공회 교회이며, 사도신조에 나오는 '거룩한 보편교회(Holy Catholic Church,)'에서 따온 성공회(聖公會)라는 교회이름을 갖게되었다. 1923년 일본인 성공회 사제가 도쿄교구장으로 교구의회에서 선출되어 주교서품을 받았으나, 일본 군부에 의해 강제로 일본 기독교단에 강제 통합되는 수모를 받았다.

### 제2차 세계대전이 끝난 후 일본 성공회
제2차 세계 대전이 끝난후, 교구의회의 결정에 따라 일본기독교단에서 탈퇴하였으며, '일왕제를 생각하는 모임' 등의 시민단체를 결성하여 활발한 사회운동을 하고 있다. 일본 성공회에서는 교회마다 보육원을 만들어서 사회복지에도 기여하고 있다고 한다.

### 대한성공회와의 상통
또한 세계성공회공동체(Anglican Communion)를 통해 상통(相通,Communion)하는 대한 성공회와 교구의 자매결연(부산교구와 오키나와 교구), 한국∙일본성공회 선교협력위원회 개최, 성공회 청년캠프 등으로 활발히 교류하고 있다. 또한 일본교회에서는 교인들이 노령화되고 있기 때문에, 상대적으로 신학교육을 받은 인재와 성직자들이 많은 대한성공회에 성직자를 요청하고 있다. 현재 일본성공회 관구장(Primate)은 마카토 우에마쓰(나다니엘) 주교인데, 마카토 주교는 홋카이도 교구장으로 사목하고 있다.

## 일본성공회의 교구
- 홋카이도 교구 - 홋카이도 (24)
- 도호쿠 교구 - 아오모리현 (5), 이와테현 (3), 미야기현 (4), 아키타현 (4), 야마가타현 (4), 후쿠시마현 (7)
- 기타칸토 교구 - 이바라키현 (4), 도치기현 (5), 군마현 (6), 사이타마현 (8)
- 도쿄 교구 - 도쿄도 (33)
- 요코하마 교구 - 가나가와현 (12), 지바현 (12), 야마나시현 (3), 시즈오카현 (4)
- 주부 교구 - 니가타현 (5), 나가노현 (4), 기후현 (2), 아이치현 (8)
- 교토 교구 - 교토부 (12), 도야마현 (1), 이시카와현 (1), 후쿠이현 (3), 시가현 (2), 미에현 (6), 나라현 (7), 와카야마현 (9), 오사카부 (1)
- 오사카 교구 - 오사카부 (19), 효고현 (3)
- 고베 교구 - 효고현 (7), 오카야마현 (1), 히로시마현 (3), 돗토리현 (3), 시마네현 (3), 야마구치현 (2), 가가와현 (1), 도쿠시마현 (4), 에히메현 (2), 고치현 (1)
- 규슈 교구 - 후쿠오카현 (10), 사가현 (0), 나가사키현 (3), 구마모토현 (2), 오이타현 (1), 미야자키현 (2), 가고시마현 (2)
- 오키나와 교구 - 오키나와현 (12)

## 일본성공회 관련 학교
일본에 있는 성공회 관계의 학교나 시설, 단체 등의 연합체로 ‘일본성공회관계학교협의회’가 존재한다. 명칭에서는 ‘학교협의회’라고 표현하고 있지만, 일부 교육기관 이외의 기관도 가맹되어 있기도 하다. 이 이외에도 유아원을 경영하는 교회도 각지에 여럿 있다.

### 학교
- 학교법인 릿쿄가쿠인(学校法人立教学院, 1874년 창립, 도쿄도, 수호성인 성 바우로)
  - 릿쿄 대학·대학원
  - 릿쿄이케부쿠로 중학교·고등학교
  - 릿쿄니자 중학교·고등학교
  - 릿쿄 소학교
- 학교법인 릿쿄조가쿠인(1877년 창립, 도쿄 도, 수호성인 성 마가렛)
  - 릿쿄조가쿠인 단기대학
  - 릿쿄조가쿠인 중학교·고등학교, 릿쿄죠가쿠인 소학교
- 학교법인 모모야마가쿠인(1884년 창립, 오사카부, 수호성인 성 안드레아)
  - 모모야마가쿠인 대학·대학원
  - 모모야마가쿠인 중학교·고등학교
- 학교법인 헤이안조가쿠인(1875년 창립, 교토부, 수호성인 성 아그네스)
  - 헤이안조가쿠인 대학
  - 헤이안조가쿠인 대학 단기대학부
  - 헤이안조가쿠인 고등학교, 헤이안조가쿠인 중학교, 헤이안조가쿠인 대학 부속 유아원
- 학교법인 세이루카 간호학원(1920년 창립, 도쿄도, 수호성인 성 루가)
  - 세이루카 간호대학·대학원
- 학교법인 세이스테파노가쿠인(성 스데파노 학원, 1948년 창립, 가나가와현, 수호성인 성 스데파노)
  - 세이스테파토가쿠인 중학교·세이스테파토가쿠인 소학교
- 학교법인 류조가쿠인(1898년 창립, 아이치현, 수호성인 성모 마리아)
  - 나고야류조 단기대학
- 학교법인 푸루가쿠인(1879년 창립, 오사카부)
  - 푸루가쿠인 대학·단기대학부·대학원
  - 푸루가쿠인 고등학교, 푸루가쿠인 중학교
- 학교법인 쇼인조시가쿠인(1892년 창설, 효고현)
  - 고베 쇼인조시가쿠인 대학·단기대학부
  - 쇼인 고등학교, 쇼인 중학교
- 학교법인 야쓰시로가쿠인(1963년 창립, 효고현, 수호성인 성 미카엘)
  - 고베 국제대학
  - 고베 국제대학 부속 고등학교
- 학교법인 고란조갓코(1888년 창립, 도쿄도,수호성인 성 힐다)
  - 고란조갓코 중학교·고등학교
- 학교법인 세이주가쿠인(1988년 창립, 미에현, 성 십자가)
  - 세이주 복지전문학교

### 신학교
- 성공회 신학원(도쿄도 세타가야구)
- 윌리엄스 신학관(교토부 교토시)

### 그 외
- 재단법인 키프 협회(모델 농촌 커뮤니티 운영)
- 릿쿄 영국학원(영국에 있는 재외교육시설)